# Pointel
Pointel é uma comuna francesa na região administrativa da Normandia, no departamento Orne. Estende-se por uma área de 7,42 km². Em 2010 a comuna tinha 376 habitantes (densidade: 50,7 hab./km²).